# Emma Verwee
Emilie Verwee (beter bekend als Emma Verwee), Schaerbeek, 14 oktober 1871 – 1942, was een Belgisch kunstschilderes.
Ze was de dochter van de bekende dierenschilder Alfred Verwee (1838-1895) en van Hermina Wilhelmina Vernieuwe. Broer en zusters: Clara, Adolf en Martha.
Emma Verwee was leerlinge van het atelier van Ernest Blanc-Garin, een bekend atelier in Brussel voor vrouwelijke kunststudenten op een ogenblik dat ze nog niet welkom waren aan de Academies.
Ze was medeoprichtster van de Cercle des Femmes Peintres, een vereniging van vrouwelijke beeldende kunstenaars in Brussel, actief tussen 1888 en 1893. Andere leden waren onder anderen Jeanne Adrighetti, Alix d'Anethan, Berthe Art, Marie De Bièvre, Marguérite Dielman, Mary Gasparioli, Marie Heijermans, Pauline Jamar, Rosa Leigh, Alice Ronner, Henriëtte Ronner, Rosa Venneman en Marguérite Verboeckhoven. Ze organiseerden slechts vier groepstentoonstellingen, nl. in 1888, 1890, 1891 en 1893. Hierna viel de groep uit elkaar.
Haar werk werd niet altijd kritiekloos onthaald. De "Dietsche Warande en Belfort", jaargang 1, geeft in de bespreking van de kunstwerken van "la Libre Esthétique" op pagina 477 het volgende oordeel over Emma Verwee "Zelfs de gracieuse schilderes Emma Verwee laat zich bewegen aan haren Pasteur de Ste Anne de kleederen in eene groote zwarte, kleurlooze vlek te veranderen. De kop is fijn getint. Men bemerkt het doel, en dat ontstemt. Geef dan eenvoudig een kop op zwarten grond, maar misken de natuurwaarheid niet, om de fijnheid van uw penseel te toonen. Laat dat geplek over aan de verdraaide, onmogelijke figuren der aanplakbrieven, er op berekend om alleen 't oog te trekken."
Desgevraagd voorzag ze werken van haar vader van een certificaat.